# هانا نیومن (ریاضی‌دان)
هانا نیومن (۱۲ فوریه ۱۹۱۴–۱۴ نوامبر ۱۹۷۱) ریاضیدانی آلمانی بود که در حوزهٔ نظریّهٔ گروه‌ها فعالیت می‌کرد.

## پژوهش‌ها و نوشته‌ها
شناخته شده‌ترین کار او «تنوع گروه ها» بود که در سال ۱۹۶۷ منتشر شد. این کتاب به روسی هم ترجمه شده‌است. او علاوه بر این‌ها ۳۴ مقاله مختلف در حوزه کاری خود منتشر کرده‌است.